# A5 (motorväg, Grekland)
A5 är en motorväg i Grekland som går mellan Rio och Antirio.